# Prostemmiulus cognatus
Prostemmiulus cognatus är en mångfotingart som beskrevs av Loomis 1936. Prostemmiulus cognatus ingår i släktet Prostemmiulus och familjen Stemmiulidae. Inga underarter finns listade i Catalogue of Life.